# Crise de maio de 1958
A crise de maio de 1958, também conhecida como Golpe de Argel ou Golpe de 13 de maio, foi uma crise política na França decorrente da Guerra da Independência da Argélia (1954-1962) que levou ao colapso da Quarta República e sua substituição pela Quinta República liderada por Charles de Gaulle, que voltou ao poder após uma ausência de 12 anos.
Tudo começou como um levante político em Argel em 13 de maio de 1958 e depois se tornou um golpe de Estado militar liderado por uma coalizão chefiada pelo deputado de Argel e oficial da reserva Pierre Lagaillarde, os generais franceses Raoul Salan, Edmond Jouhaud, Jean Gracieux e Jacques Massu, e o almirante Philippe Auboyneau, comandante da Frota Mediterrânea. O golpe foi apoiado pelo ex-governador geral da Argélia Jacques Soustelle e seus aliados ativistas.
O golpe teve como objetivo se opor à formação do novo governo de Pierre Pflimlin e impor uma mudança de política a favor dos partidários de direita da Argélia francesa.

## Contexto
Crises recorrentes do gabinete chamaram a atenção para a instabilidade inerente à Quarta República e aumentaram as dúvidas do Exército francês e dos pieds-noirs (argelinos europeus) de que a segurança da Argélia francesa, um departamento ultramarino da França, estava sendo minada pela política partidária. Os comandantes do exército se irritaram com o que consideraram um apoio governamental inadequado e incompetente aos esforços militares para encerrar a guerra. Era generalizado o sentimento de que outro desastre como o da Indochina em 1954 estava para acontecer e que o governo ordenaria outra retirada precipitada e sacrificaria a honra francesa para acomedar conveniências políticas. 

## O golpe
Depois de sua viagem como governador geral, Jacques Soustelle retornou à França para organizar o apoio ao retorno de de Gaulle ao poder, enquanto mantinha laços estreitos com o exército e os colonos. No início de 1958, ele organizou um golpe de Estado, reunindo oficiais do exército dissidentes e oficiais coloniais com gaullistas simpatizantes. Em 13 de maio, elementos de direita tomaram o poder em Argel e convocaram um governo de segurança pública sob o comando do general de Gaulle. Massu tornou-se presidente do Comitê de Segurança Pública e um dos líderes da revolta. O general Salan assumiu a liderança de um Comitê de Segurança Pública, formado para substituir a autoridade civil, e pressionou para que de Gaulle fosse nomeado pelo presidente francês René Coty para chefiar um governo de união nacional investido de poderes extraordinários para prevenir o “abandono da Argélia”. Salan anunciou na rádio que o Exército "assumiu provisoriamente a responsabilidade pelo destino da Argélia Francesa". Sob a pressão de Massu, Salan declarou "Vive de Gaulle!" da varanda do edifício do Governo Geral de Argel em 15 de maio. De Gaulle respondeu dois dias depois que estava pronto para "assumir os poderes da República". Muitos se preocuparam ao verem essa resposta como um apoio para o exército. :373–416

Em uma conferência de imprensa no dia 19 de maio, de Gaulle voltou a afirmar que estava à disposição do país. Quando um jornalista expressou as preocupações de alguns que temiam que ele violasse as liberdades civis, de Gaulle respondeu com veemência:
Eu já fiz isso? Muito pelo contrário, eu os restabeleci quando eles desapareceram. Quem realmente acredita que, aos 67 anos, eu iniciaria a carreira de ditador?
Em 24 de maio, pára-quedistas franceses da Argélia pousaram na Córsega, tomando a ilha francesa em uma ação incruenta chamada "Opération Corse". Posteriormente, foram feitos os preparativos na Argélia para a "Operação Ressurreição", que tinha como objetivos a tomada de Paris e a destituição do governo francês, por meio do uso de pára-quedistas e forças blindadas baseadas em Rambouillet. A "Operação Ressurreição" deveria ser implementada se um dos três cenários ocorresse: se de Gaulle não fosse aprovado como líder da França pelo Parlamento; se de Gaulle pedisse ajuda militar para assumir o poder; ou se o Partido Comunista Francês aparentasse fazer qualquer movimento para tomar o poder no país.
Líderes políticos de diversos espectros concordaram em apoiar o retorno do General ao poder, com as notáveis exceções de François Mitterrand, que foi ministro do governo socialista de Guy Mollet , Pierre Mendès-France (membro do Partido Radical-Socialista, ex-primeiro-ministro), Alain Savary (também membro da Seção Francesa da Internacional dos Trabalhadores (SFIO)) e do Partido Comunista. O filósofo Jean-Paul Sartre, um ateu notável, disse: “Prefiro votar em Deus”, pois ele seria pelo menos mais modesto do que de Gaulle. Mendès-France e Savary, em oposição ao apoio de seus respectivos partidos a de Gaulle, formariam juntos, em 1960, o Partido Socialista Autônomo (PSA), que levou à criação do Partido Socialista Unificado (PSU).

## O retorno de de Gaulle ao poder

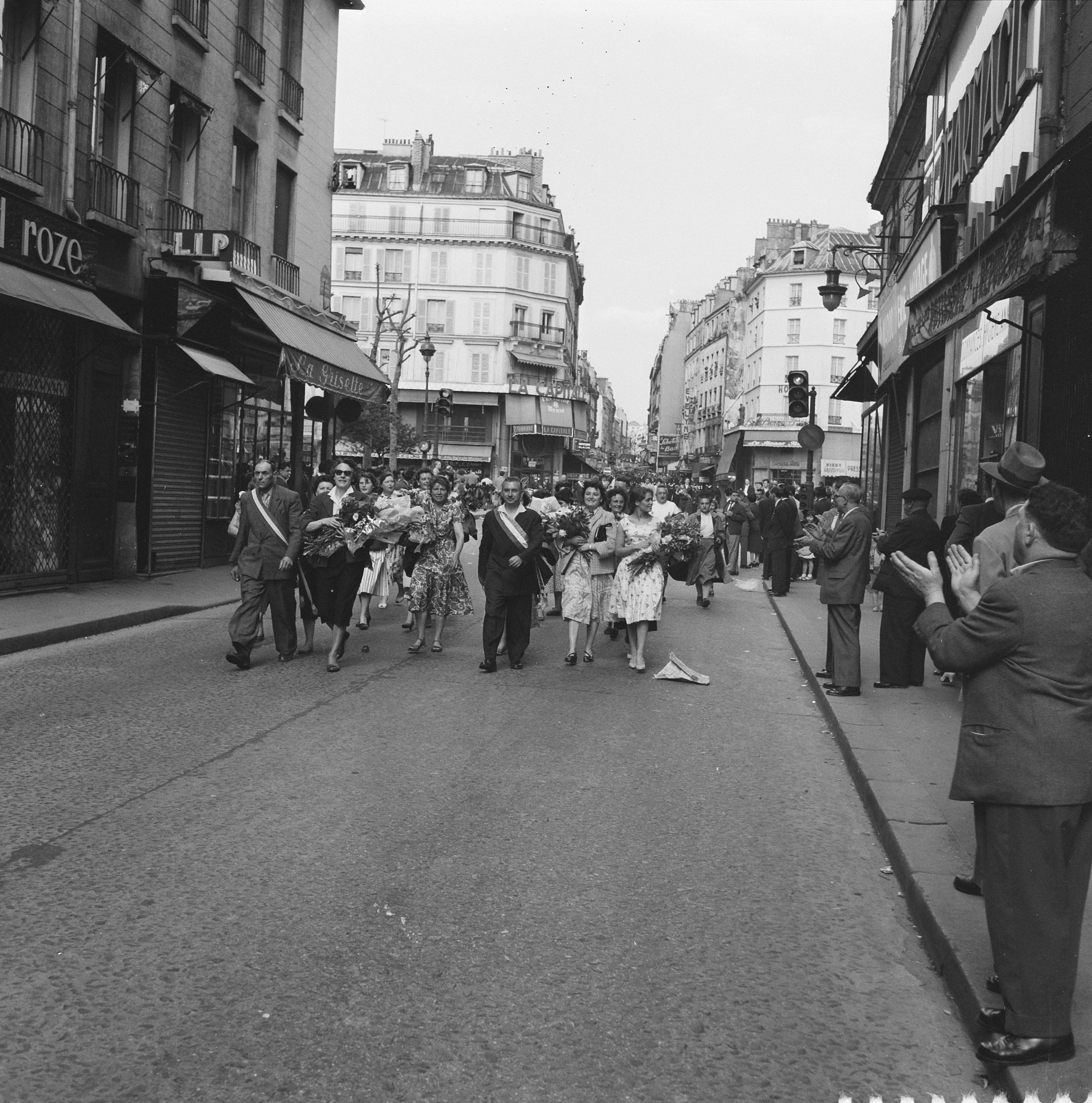
Manifestação na rue du Faubourg-du-Temple em Paris em 1 de junho

No dia 29 de maio, o presidente René Coty disse ao parlamento que a nação estava à beira de uma guerra civil, e que portanto ele estava "voltando-se para o mais ilustre dos franceses, para o homem que, nos anos mais sombrios da nossa história, foi o nosso chefe para a reconquista da liberdade e que recusou a ditadura para restabelecer a República. Peço ao General de Gaulle que converse com o chefe de Estado e examine com ele o que, no quadro da legalidade republicana, é necessário para a formação imediata de um governo de segurança nacional e o que pode ser feito, em um tempo relativamente curto, para uma reforma profunda de nossas instituições.” De Gaulle aceitou a proposta de Coty sob a condição de que uma nova constituição fosse introduzida, criando uma presidência poderosa na qual um único executivo, o primeiro dos quais seria ele mesmo, governaria por períodos de sete anos. Outra condição era que lhe fossem conferidos poderes extraordinários por um período de seis meses.
O recém-formado gabinete de de Gaulle foi aprovado pela Assembleia Nacional em 1 de junho de 1958, por 329 votos contra 224, enquanto lhe foi concedido o poder de governar por decretos por um período de seis meses, bem como a tarefa de redigir uma nova Constituição. 
A crise de maio de 1958 indicou que a Quarta República em 1958 não tinha mais nenhum apoio do exército francês na Argélia e estava à sua mercê até mesmo em questões políticas civis. Essa mudança decisiva no equilíbrio de poder nas relações civis-militares na França em 1958 e a ameaça da força foram o principal fator imediato no retorno de de Gaulle ao poder na França. 

## A nova constituição
De Gaulle culpou as instituições da Quarta República pela fraqueza política da França - uma leitura gaullista ainda popular hoje. Como ele encomendou a nova constituição e foi responsável por sua estrutura geral, de Gaulle às vezes é descrito como o autor da constituição, embora ela tenha sido efetivamente redigida durante o verão de 1958 pelo gaullista Michel Debré. O projeto seguiu de perto as proposições dos discursos de de Gaulle em Bayeux em 1946, levando a um executivo forte e a um regime bastante presidencial - ao Presidente sendo atribuída a responsabilidade de governar o Conselho de Ministros, bem como a adoção do artigo 16, conferindo "poderes extraordinários" ao presidente em caso de proclamação do estado de emergência, e do bicameralismo. 
Embora a maioria dos políticos apoiassem de Gaulle, Mitterrand, que se opôs à nova Constituição, denunciou a famosa denúncia de "um golpe de estado permanente" em 1964. Em 28 de setembro de 1958, ocorreu um referendo e 79,2% dos que votaram apoiaram a nova constituição e a criação da Quinta República. As colônias (a Argélia era oficialmente três departamentos da França, não uma colônia) puderam escolher entre a independência imediata e a nova constituição. Todas as colônias votaram pela nova constituição e pela substituição da União Francesa pela Comunidade Francesa, exceto a Guiné - que assim se tornou a primeira colônia francesa da África a ganhar a independência, ao custo da cessação imediata de toda a ajuda francesa. :407
De Gaulle foi eleito Presidente da República Francesa e da Comunidade Africana e Malgaxe em 21 de dezembro de 1958 por sufrágio indireto. Ele foi inaugurado em 8 de janeiro de 1959. Nesse ínterim, De Gaulle conheceu o chanceler alemão Konrad Adenauer em 14 de setembro de 1958 em sua casa em Colombey-les-Deux-Églises; ele havia enviado um memorando ao presidente dos Estados Unidos, Dwight D. Eisenhower, em 17 de setembro de 1958, relembrando sua vontade de independência nacional; também tomou medidas financeiras em 27 de dezembro de 1958 para reduzir o déficit do Estado e, na Argélia, pediu a "paz dos valentes" (paix des braves) em outubro de 1958. 